# Sisebut
Sisebut (latinsko Sisebvtvs), tudi Sisebur, Sisebod ali Sigebut, je bil kralj Vizigotov v Hispaniji in Septimaniji, ki je vladal od leta 512 do 621, * okoli 565, † 621, Toledo, Hispanija.

## Življenje
Uspešno se je vojskoval z ostanki Bizantinskega cesarstva v Hispaniji, utrdil vizigotsko oblast nad Baski in Kantabri, vzpostavil prijateljske stike z Langobardi v Italiji in okrepil ladjevje, ki ga je zgradil njegov predhodnik Leovigild.
Sisebut je bil znan kot pobožen kakcedonski kristjan. Po prihodu na prestol leta 612 je prisilil svoje judovske podložnike, da so se pokristjanili. Leta 616 je ukazal, da morajo biti vsi Judje, ki so zavrnili krst, kaznovani z bičanjem. Bil je tesno povezan in prijateljski z učenjakom, enciklopedistom in  seviljskim škofom Izidorjem. Sisebutu se pripisuje avtorstvo pesnitve o astonomiji Carmen de Luna ali Praefatio de Libro Rotarum, posvečene prijatelju, domnevno škofu Izidorju.
Imel je sina Rekareda, ki ga je kot Rekared II. nasledil na vizigotskem prestolu.